# Tollens-Fonds
La Tollens-Fonds ("Fundación Tollens") es una fundación holandesa con nombre de poeta Hendrik Tollens (1780-1856). La organización otorga un notable premio literario, el Premio Tollens  y hasta el 2008 también otorgaba el Premio Jacobson .

## Premio Tollens
El Premio Tollens (en neerlandés: Tollensprijs) es un premio literario quinquenal de los Países Bajos. El premio es otorgado por el conjunto de la obra que, en opinión del jurado, tuvo el mayor valor literario en los cinco años anteriores.
El premio, establecido por la Junta de la Fundación Tollens en 1902, se llama la Tollensprijs desde 1925. Fue nombrado por el poeta Hendrik Tollens (1780-1856).

### Ganadores
- 2015 - Hans Dorrestijn
- 2010 - Paulien Cornelisse
- 2005 - Jules Deelder
- 2000 - Heinz Hermann Polzer (Drs. P)
- 1992 - Marten Toonder
- 1988 - Koos Schuur
- 1983 - Belcampo
- 1978 - Michel van der Plas
- 1973 - Anton Koolhaas
- 1968 - F. C. Terborgh
- 1963 - Ina Boudier-Bakker
- 1958 - Maria Dermoût
- 1953 - Bertus Aafjes
- 1948 - H. W. J. M. Keuls
- 1943 - J. W. F. Werumeus Buning
- 1938 - Herman de Hombre
- 1933 - Arthur van Schendel
- 1928 - R. van Genderen Stort
- 1923 - Louis Couperus
- 1918 - Willem Kloos
- 1918 - Jacobus van Looy
- 1913 - P. C. Boutens
- 1913 - Lodewijk van Deyssel
- 1908 - Carel Scharten y Margo Scharten-Antink
- 1903 - G. van Hulzen

## Premio Jacobson
Llamado así por Jos. Jacobson, este premio se otorga cada tres años a un "anciano" escritor o crítico, a menudo por toda su obra.

### Ganadores
- 2008 - Carel Peeters
- 2002 - S. Dresden
- 1992 - Elisabeth Augustin
- 1990 - Jan de Hartog
- 1985 - Han G. Hoekstra
- 1985 - Eric van der Steen
- 1980 - Henriëtte van Eyk
- 1980 - Jeanne van Schaik-Willing
- 1975 - Annie Solomons
- 1975 - J. C. van Schagen
- 1970 - Willem Brandt
- 1965 - Elisabeth Zernike
- 1960 - Marie Schmitz
- 1955 - Kees van Bruggen
- 1950 - J. van Oudshoorn
- 1945 - Frans Bastiaanse
- 1940 - G. van Hulzen
- 1940 - J. K. Rensburg
- 1935 - Maurits Wagenvoort
- 1930 - F. Smit Kleine
- 1925 - Nine van der Schaaf